# گرینتری (نیوجرسی)
گرینتری (به انگلیسی: Greentree) یک منطقهٔ مسکونی در ایالات متحده آمریکا است که در شهرستان کمدن، نیوجرسی واقع شده‌است. گرینتری ۱۲٫۰۸۶ کیلومتر مربع مساحت و ۱۱٬۳۶۷ نفر جمعیت دارد و ۲۷ متر بالاتر از سطح دریا واقع شده‌است.